# Liste der Pröpste von Berlin
Die Liste der Pröpste enthält die römisch-katholischen und evangelischen Pröpste von Berlin vom 13. Jahrhundert bis zur Gegenwart.

## Geschichte
Der erste erwähnte Propst in Berlin war Simeon im Jahr 1244.
Die Pröpste waren nach dem Bischof die ranghöchsten regionalen Geistlichen im Bistum Brandenburg. Sie standen in enger Beziehung zu den brandenburgischen Markgrafen und Kurfürsten und waren auch als Räte und Beauftragte für diese tätig. Seit dem späten 15. Jahrhundert waren die Pröpste des Kollegiatstiftes in Kölln gleichzeitig mit der Propstei für Berlin und Kölln betraut.
Seit der Einführung der Reformation wurde 1540 eine zweite Propsteistelle in Berlin an St. Nikolai geschaffen. Die Pröpste unterstanden der Aufsicht des Generalsuperintendenten der Mark Brandenburg und übten neben ihrem Pfarramt das Aufsichtsamt über das städtische Kirchen- und Schulwesen aus, hatten also die Funktion, die auf dem Lande von Superintendenten wahrgenommen wurde. Fast immer wurden sie kurz nach Amtsantritt auch als Räte in das Kurmärkische Konsistorium berufen. Mit der Einführung von Kirchenkreisen in Berlin, an deren Spitze Superintendenten standen, wurden die Befugnisse der Pröpste eingeschränkt. Nach der Auflösung des Kollegiatstiftes in Kölln 1608 war der dortige Propst an St. Petri wohnhaft.
Seit 1814 wurden wieder katholische Pröpste an der St.-Hedwigs-Kirche ernannt.
Im 20. Jahrhundert wurde die Aufgabenstellung der evangelischen Pröpste verändert, die nun im Konsistorium der Landeskirche tätig waren und nicht mehr für Berlin zuständig.

## Katholische Pröpste 1244–1544
Berlin
- Simeon, 1244

Kölln
- Simeon, 1247

Berlin
- N., 1249
- Dietrich, 1273
- Johann 1285
- Eberhard, 1319–1335
- Siegfried 1337
- Heinrich, 1344
- Dietrich, 1348
- Apetzko von Tymenge, 1371–1381
- Ortwin, 1382–1410
- Johann von Waldow, 1411–1415
- Nikolaus von Waldow, 1420
- Siegfried Sack, 1423–1435
- Johann Sommer, 1438
- Franz Steger, 1440–1464
- Peter Krafft, vor Ende 1468
- Dietrich von Stechow, 1468–1472

Domstift Kölln
- Albert Klitzing, 1472–1475
- Valentin 1475
- Erasmus Brandenburg, 1475–1488
- Simon Matthiä, 1489–1497
- Johann Schepelitz, 1499
- Dietrich von der Schulenburg, 1509–1527
- Fabian Funck, 1529–1535
- Wolfgang Redorfer, 1536–nach 1538
- Rupert Elgersma, 1544

## Evangelische Pröpste seit 1539
St. Nikolai Berlin 1539–1945
- Georg Buchholzer, 1539–1565
- Joachim Pasche 1566–1574
- Thomas Brendike, 1574–1576
- Jacob Coler 1576–1599
- Hieronymus Prunner, 1600–1606
- Andreas Moritz (Mauritius), 1607–1631[1]
- Valentin Preibisch (Preibisius) 1632
- Nikolaus Elerdt, 1632–1637
- Samuel Hofmann, (auch Hoffmann) 1638–1649[2]
- Peter Vehr, 1650–1656
- Georg Lilien, 1657–1666
- Andreas Müller, 1667–1685
- Johann Ernst Schrader, 1685–1689
- Christian Teuber, 1690[3]
- Philipp Jacob Spener, 1691–1705
- Conrad Gottfried Blanckenberg, 1705–1712
- Johann Porst, 1713–1728[4]
- Johann Rau, (auch Rhau) 1728–1733[5]
- Michael Roloff, 1733–1747
- Johann Ulrich Christian Köppen 1748–1763
- Johann Joachim Spalding, 1764–1788
- Johann Friedrich Zöllner, 1788–1804
- Konrad Gottlieb Ribbeck, 1805–1826
- Wilhelm Ross, 1826–1836
- Karl Immanuel Nitzsch, 1854–1868
- Bruno Brückner, 1869–1898
- Wilhelm Faber, 1898–1911
- Wilhelm Haendler, 1911–1933
- Otto Eckert, 1935–1939
- Heinrich Grüber, 1945–1958

Domstift Kölln 1567–1608
- Jacob Stendal, 1567
- Georg Coelestin, 1571–1579
- Friedrich Hartwig, vor 1585
- Matthaeus Leuthold, nach 1585–1600
- Simon Gedicke, 1600–1608

St. Petri Kölln 1608–1945 
- Jakob Reneccius, 1608–1609
- Hieronymus Brunnemann, 1610–1631[6]
- Johann Koch, 1631–1640[7]
- Jakob Hellwig d. Ä., 1640–1651[8]
- Andreas Fromm, 1651–1666
- Johann Buntebart, 1667–1674[9]
- Gottfried Lange, 1676–1687[10]
- Franz Julius Lütkens, 1687–1704
- Ferdinand Helffreich Lichtscheid, 1704–1707[11]
- Georg Friedrich Schnaderbach, 1707–1716
- Johann Gustav Reinbeck, 1717–1741
- Johann Peter Süßmilch, 1742–1767
- Wilhelm Abraham Teller, 1767–1804
- Gottfried August Ludwig Hanstein, 1804–1821
- Daniel Amadeus Neander, 1823–1865
- Hermann von der Goltz, 1876–1906
- Gustav Kawerau, 1907–1918
- Ferdinand Rahlwes, 1920–1932
- Walter Hoff, 1936–1945

Evangelische Kirche in Berlin-Brandenburg 1945–1961
- Hans Böhm, 1945–1959
- Martin Schutzka, 1960–1961

Evangelische Kirche in Berlin-Brandenburg (West) 1961–1991
- Martin Schutzka, 1961–1969
- Wilhelm Dittmann, 1970–1980
- Uwe Hollm, 1980–1990
- Karl-Heinrich Lütcke, 1990–1991, kommissarisch

Evangelische Kirche in Berlin-Brandenburg (Ost)
- Siegfried Ringhandt, 1963–1973
- Friedrich Winter, 1973–1986
- Hans-Otto Furian, 1988–1991

Evangelische Kirche in Berlin-Brandenburg, 1991–2003
- Hans-Otto Furian, 1991–1996
- Karl-Heinrich Lütcke, 1996–2003

Evangelische Kirche Berlin-Brandenburg-schlesische Oberlausitz, ab 2004
- Karl-Heinrich Lütcke, 2003–2005
- Friederike von Kirchbach, 2005–2015
- Christian Stäblein, 2015–2019
- Christina-Maria Bammel, ab 2019

## Katholische Pröpste seit 1814
- Johannes Ambrosius Taube, 1814–1823
- Hubert Auer, 1824–1827
- Nikolaus Fischer, 1827–1829 Administrator, 1829–1836
- Georg Anton Brinkmann, 1836–1849
- Wilhelm Emmanuel von Ketteler, 1849–1850
- Leopold Pelldram, 1850–1859
- Franz Xaver Karker, 1860–1870
- Robert Herzog, 1870–1882
- Johannes Maria Assmann, 1882–1888
- Joseph Jahnel, 1888–1897
- Karl Neuber, 1897–1905
- Carl Kleineidam, 1905–1920
- Josef Deitmer, 1920–1923

- Bernhard Lichtenberg, 1938–1941
- Paul Weber, 1953–1963
- Paul Haendly, 1983–1987
- Otto Riedel, 1987–2005
- Stefan Dybowski, 2005–2012
- Ronald Rother, 2012–2016
- Tobias Przytarski, seit 2017